# 一般親衛隊
一般親衛隊（德語：Allgemeine SS）是納粹德國的準軍事組織「親衛隊」旗下規模最為龐大的組成部份，由親衛隊中央行政部指揮統轄。一般親衛隊於1934年秋季正式創立，以將其成員與親衛隊特別機動隊（武裝親衛隊的前身）以及骷髏總隊（負責納粹集中營的管理）的成員作出區別。
自1939年起，一般親衛隊也廣泛地在納粹德國佔領下的歐洲境內扶植在地的親衛隊單位。1940年起，納粹德國將這些在地單位合併為日耳曼親衛隊。第二次世界大戰爆發伊始，多數的親衛隊成員均隸屬於一般親衛隊，但這種情況在武裝親衛隊開放外國德意志民族與非德意志族人民加入後有所改變。

## 早年發展
阿道夫·希特勒於1925年授意其在納粹黨內的親密盟友尤利烏斯·施雷克組成一支新的近身保鑣單位，並命名為「保衛總隊」（Schutzkommando）。希特勒希望該單位的成員皆由退役的軍人組成，且均如施雷克般對其忠貞不二。包括埃米爾·莫里斯與埃爾哈德·海登在內的前希特勒突擊隊成員皆加入了保衛總隊。該單位於1925年4月25日首次公開露面；同年，保衛總隊已發展至全國性規模。該單位亦於不久後更名為「突擊衛隊」（Sturmstaffel）；最終於1925年11月9日定名為「親衛隊」（Schutzstaffel）。親衛隊原先隸屬於衝鋒隊，是後者與納粹黨的下級單位。
親衛隊的主要工作是保護納粹黨元首阿道夫·希特勒的人身安全。1925年時，親衛隊僅有200名成員；截至1926年年底為止，親衛隊均維持著這樣的規模。由於其上級組織衝鋒隊對親衛隊的規模設有嚴格的限制，因此至1928年時後者的成員數量仍僅有280人。1929年1月，海因里希·希姆萊接任親衛隊全國領袖，隨即試圖使親衛隊自衝鋒隊獨立。1929年12月時，親衛隊成員數量已增長為1,000人。希姆萊接著開始系統性地發展並擴張親衛隊規模，並設下更嚴苛的加入條件，同時大量開除被認定為酗酒者、罪犯或其他不適宜加入親衛隊的成員。希姆萊的終極目標是將親衛隊塑造為全德國境內規模最龐大的組織與納粹黨內最富影響力的單位。1930年，希姆萊成功說服希特勒允許親衛隊獨立運作，儘管名義上其仍是衝鋒隊的下級單位。

## 組成結構
1933年1月納粹黨掌權後，親衛隊隨即開始擴張為一規模龐大的組織；1932年年底時，親衛隊仍僅有52,000名成員，但到了隔年12月時，這個數字已大幅增長為204,000人；希姆萊因此下令暫停招募新進人員。
1934年4月20日，希特勒的密友赫爾曼·戈林與希姆萊同意放下歧見並共同合作擴張親衛隊；戈林將其所創立並掌控的秘密國家警察（即蓋世太保）交由希姆來指揮；後者當時也是普魯士地區以外的全德國警察的名義上首長。兩天後，希姆萊指派其下屬萊茵哈德·海德里希擔任蓋世太保負責人。在1934年6月30日至7月2日，親衛隊與蓋世太保聯手發動以摧毀衝鋒隊為目標的長刀之夜，並謀殺或逮捕了所有主要的衝鋒隊幹部，衝鋒隊領導人恩斯特·羅姆亦遭殺害；這項行動使親衛隊在黨內的地位更加穩固。
希姆萊於1936年6月獲提名為德國警察總長。自此之後，蓋世太保與刑事警察均成為保安警察的下級機關。海德里希稍後成為保安警察與親衛隊保安處負責人。
1934年8月，希姆萊獲得希特勒允許建立一支名為「親衛隊特別機動隊」的組織；其性質為一常備武裝軍事組織，並於戰爭時期歸由德意志國防軍指揮管轄，不過承平時期仍由希姆萊本人掌控。在增加這一新組織後，親衛隊下轄有三個不同的單位：
1. 一般親衛隊
2. 親衛隊特別機動隊[16]
3. 親衛隊骷髏總隊（1936年3月29日創立）[17][18]

此後，希姆萊更進一步下令將親衛隊中的機會主義者、酗酒者、同性戀者或特定種族者除名。至1935年12月為止，這項「清掃」行動已將逾60,000名親衛隊成員除名。至1939年時，親衛隊的規模再次達到驚人的240,000人。
在第二次世界大戰爆發時，親衛隊的組織架構與規模等均已逐漸定型。相應地，「親衛隊」這個詞如今已可用以代指其下的三個下級組織，即一般親衛隊、武裝親衛隊與骷髏總隊。戰爭初期，親衛隊內部的大部分成員均隸屬於一般親衛隊，但這項數據在武裝親衛隊開放非德意志民族者加入後有所變動。另外，由於親衛隊全國領袖希姆萊同時身兼德國警察總長，因此親衛隊同樣掌控了秩序警察。

## 指揮層級與組織架構
「一般親衛隊」一詞譯自德語的「Allgemeine-SS」，其德語原意指的即是「主要的、普通的、常規的親衛隊單位」。1938年，一般親衛隊的行政架構被分為下列各個主要部份：
- 主要的親衛隊部門及其下轄的全職官員與職員，其中包含親衛隊國家安全部
- 親衛隊地區單位及其下轄的非全職志願職員
- 親衛隊安全部隊，如保安警察與保安處等
- 骷髏總隊及其下轄的集中營管理人員
- 後備人員、榮譽職位人員等親衛隊的非常態性活躍人員

第二次世界大戰爆發後，一般親衛隊與武裝親衛隊的分野逐漸模糊，主要是因為一般親衛隊所轄的各部門對武裝親衛隊的行政與後勤補給等事項擁有指揮權所致。1940年，一般親衛隊的全體人員均獲發灰色的戰時制服。希姆萊下令要求全體人員繳回原先穿著的黑色制服；這些制服稍後由東部戰區的輔助警察單位與荷蘭及丹麥等地境內的日耳曼親衛隊所使用。

### 親衛隊全職人員
一般親衛隊內約有三分之一的成員是「全職人員」，意指這些人是以政府雇員的身份受領薪俸、全天候受雇於親衛隊辦公處所，且以辦理親衛隊業務作為其主要職業。多數的親衛隊全職人員均受雇於一般親衛隊所屬的行政部門內。1942年，這些行政部門已肩負起綜理親衛隊內所有業務的責任，其分工如下：
- 親衛隊全國領袖個人參謀部
- 親衛隊中央行政本部
- 親衛隊作戰部
- 親衛隊國家安全部
- 親衛隊經濟行政本部
- 親衛隊秩序警察部
- 親衛隊司法部（英语：Hauptamt SS-Gericht）
- 親衛隊人種與移居部
- 親衛隊人事本部
- 親衛隊國外德意志民族事務部
- 親衛隊教育部（英语：SS Education Office）
- 親衛隊強化德意志民族性國家專員部（英语：RKFDV）

親衛隊各行政部門首長與其下轄職員均免受軍事徵召。儘管如此，其中許多人，包括國家安全部部長海德里希在內，均仍以後備軍人的身份服役於德意志國防軍。此外，行政部門內的職員亦會接受較低階級的待遇加入武裝親衛隊，並以現役軍人或後備軍人的身份服役。到了1944年時，由於德國戰敗的局勢已越發明顯，一般親衛隊不再享有免除軍事徵召的特權；較低階的職員均被編入戰鬥序列中，而資深官員則進入武裝親衛隊擔任將官。

### 親衛隊地區單位
一般親衛隊的主體是遍布全德國的非全職人員。這些隸屬於各地區單位的職員通常會一週著正式制服會面一次，同時履行各式各樣的納粹黨職務，其中包括參與演習、意識型態指導與為納粹黨集會活動提供維安等。
親衛隊的地區單位均由親衛隊地區指揮部負責統籌指揮，而地區指揮部則直屬於中央行政本部；「親衛隊分區指揮部」（SS-Abschnitt）是次一級的指揮部門，負責管理各地區下的次分區。「親衛隊旗隊」（Standarten）是一般親衛隊的基礎構成單位。1934年以前，親衛隊成員是不支薪的，且其工作完全為自願參與。1933年以後，親衛隊地區指揮部指揮官與其幕僚均被視為「全職人員」，但在一般親衛隊的階級與名冊中他們仍然僅是非全職人員。
一般親衛隊的普通人員並不能免除軍事徵召，因此許多人亦服役於德意志國防軍中。至1942年時，多數的一般親衛隊非全職人員均已加入武裝親衛隊或進入國防軍中服役。層級較高的分區指揮部與地區指揮部則免於軍事徵召，但多數領導幹部與職員仍自願進入隸屬於武裝親衛隊的親衛隊與警察領袖本部服務。這些幹部的徵召免除特權於1944年廢止，多數的一般親衛隊人員均被以後備軍人的身份編入武裝親衛隊內。

### 親衛隊安全部隊
1936年，蓋世太保與刑事警察正式成為保安警察的下級機關，並由已出任親衛隊保安處負責人的萊茵哈德·海德里希指揮。1939年9月27日，親衛隊保安處、蓋世太保與刑事警察均統一劃歸親衛隊國家安全部指揮，同樣由海德里希出任負責人；而保安警察則於同一時期遭到廢止。而普通的的德國制服警察「秩序警察」在1936年後同樣劃歸親衛隊管轄，但從未正式併入一般親衛隊；不過仍有許多警察同時具有親衛隊成員的身份。
1939年間，在海德里希的指示下，親衛隊內成立了以屠殺猶太人與其他族裔人民為目的的「別動隊」。隨德軍於1939年9月入侵波蘭後，別動隊便廣泛於德國武裝部隊控制下的地區內活動；其成員多半由親衛隊、親衛隊保安處與警察組成。別動隊原先隸屬於保安警察，但於1939年9月指揮結構改組後歸由國家安全部管轄。1941年，別動隊為入侵蘇聯做準備；此時該隊成員主要由保安處人員、蓋世太保、刑事警察、秩序警察、親衛隊輔助單位與武裝親衛隊成員組成。所有的別動隊人員均著灰色的武裝親衛隊制服。
第二次世界大戰期間，諸如別動隊等安全部隊所執行的任務被認為是對第三帝國有相當重要性的，因此其成員均免受軍事徵召。不過許多安全部隊人員仍往往會加入武裝親衛隊或進入國防軍中服役。舉例而言，武裝親衛隊中校阿道夫·艾希曼在武裝親衛隊後備部隊內的階級為「下級突擊隊領袖」，而納粹德國駐義大利羅馬的情治機構首長赫柏特·卡普勒則於德國陸軍中任上士軍階。
隨著德國在戰事中逐步敗退，對安全部隊人員的免徵令同樣被廢止；不過由於納粹政權的本質使然，直至1945年5月德國戰敗投降為止對這些安全部隊人員的需求始終沒有減少過。基於這個理由，許多蓋世太保成員、親衛隊保安處人員與刑事警察雖然同時具有後備軍人身份，但卻至戰爭結束為止都沒有參與過正式戰鬥。

### 集中營管理人員
所有的納粹集中營管理人員原本均隸屬於一般親衛隊下轄的集中營督察官指揮。所有集中營管理人員均於1933年被編入正式的集中營管理單位「親衛隊警衛部隊」（SS-Wachverbände），並由親衛隊上級集團領袖西奧多·艾克出任首任指揮官；該單位即是後來親衛隊骷髏總隊的前身。此後，該單位逐漸分化為集中營管理部隊與由親衛隊特別機動隊指揮管理的軍事構成部分。

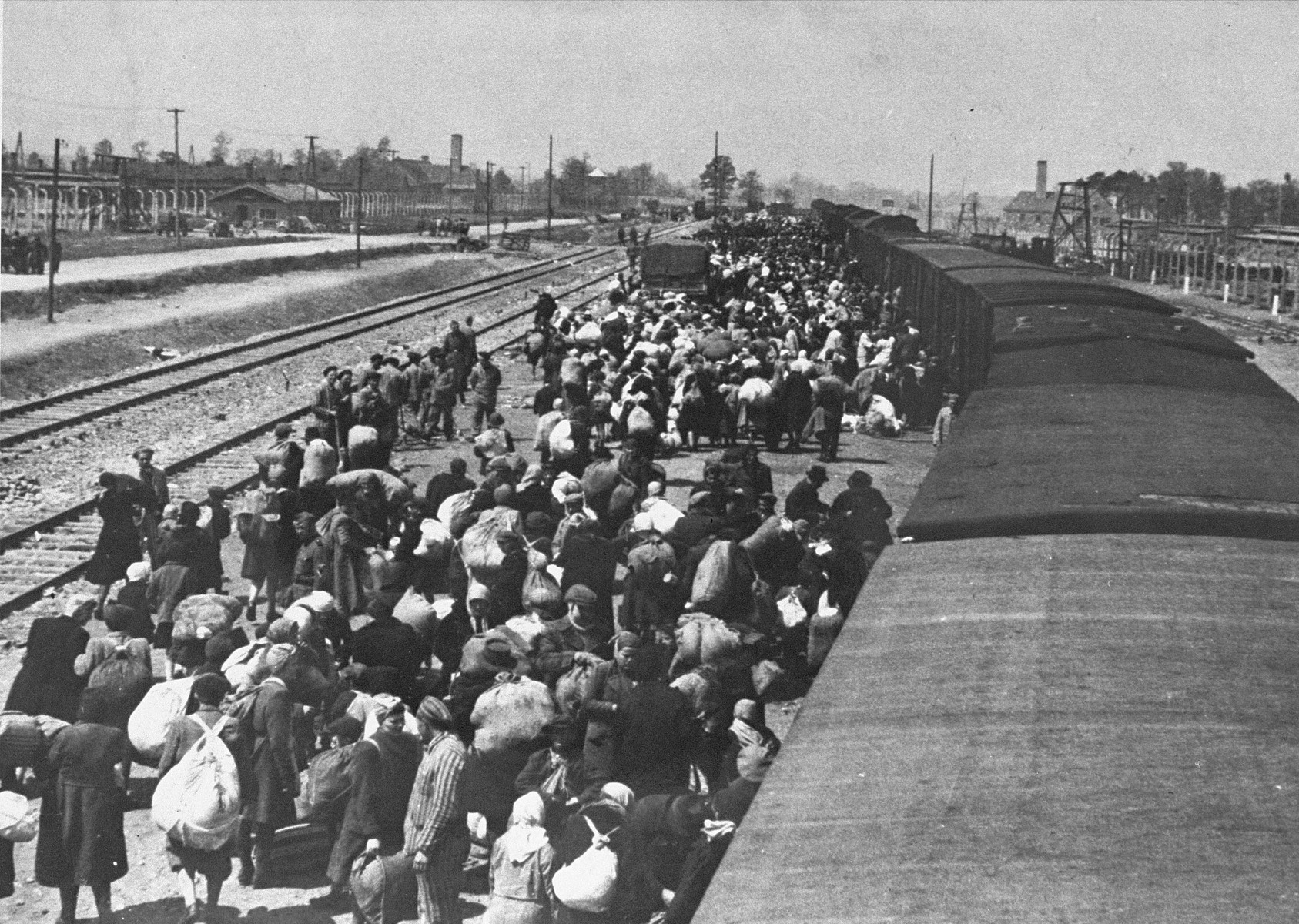
1944年，來自喀爾巴阡盧森尼亞地區的猶太人抵達奧斯威辛集中營。

隨著戰事進行，納粹政權種族政策的壓迫程度越來越高，集中營系統與屠殺行動的規模也越來越龐大。1941年下半年，親衛隊開始建設毒氣室等設施來取代別動隊以加大屠殺的效率。
新式滅絕營中的大屠殺受害者通常遭親衛隊人員以灌入一氧化碳的方式殺害。萊茵哈德行動行動期間，親衛隊陸續於波蘭境內設立了下列滅絕營：
- 貝爾賽克滅絕營：自1942年3月開始運作[37]
- 索比布爾集中營：自1942年5月開始運作[37]
- 特雷布林卡滅絕營：自1942年7月開始運作[37]

在希姆萊的指示下，至1942年上半年時奧斯威辛集中營已大幅擴建，並包含了數個使用齊克隆B進行屠殺的毒氣室。
1942年後，基於行政與後勤上的理由，集中營系統已完全劃歸武裝親衛隊管理。第二次世界大戰期間，集中營系統的最高層管理機關為由親衛隊上級集團領袖奧斯瓦爾德·波爾所領導的親衛隊經濟行政本部。除了統籌集中營內的屠殺行動外，經濟行政本部同時也是負責管理一般親衛隊財政支出、補給系統與商業計畫的機關。到了1944年時，集中營系統已完全與武裝親衛隊整合，並劃歸親衛隊經濟行政本部管理；此時的親衛隊已發展出一套完整的系統以便根據人力需求輪調集中營的管理人員，同時指派任務予負傷且已無法繼續作戰的武裝親衛隊軍官及士兵。這項輪調系統即是所有親衛隊成員均知曉集中營存在與營區內的屠殺行為的有力論點，同時也是導致親衛隊於戰後遭宣告為犯罪組織的因素之一。

### 其他單位
1940年下半年，一般親衛隊獲得了日耳曼親衛隊的控制權；該組織是一種以一般親衛隊為樣板，並在各西歐國家內扶植的在地輔助單位。
一般親衛隊同時下轄其他輔助單位，如「親衛隊婦女團」（SS-Frauenkorps）等，以及神職單位，如「親衛隊婦女輔助團」（SS-Helferinnenkorps）等；上述兩支單位均由自願婦女組成，且普遍擔任行政人員與支援人員，同時負責管理並守衛如拉文斯布呂克集中營等的婦女集中營。與男性親衛隊成員相同，這些單位的婦女同樣廣泛參與對猶太人、波蘭人與其他人種的大屠殺行動。
1942年，希姆萊在法國奧貝爾奈成立了「親衛隊國家輔助者學院」（Reichsschule für SS Helferinnen）以訓練婦女勝任更多親衛隊職務，如此一來便有更多的男性成員可參與戰鬥任務。希姆萊同時意圖將其手下的平民女性職員全部替換為自國家學院出身的親衛隊婦女成員，理由在於這些成員是經過挑選的，且已經過納粹黨的意識型態教育。國家學院於1944年11月22日因盟軍推進的原故而關閉。

### 階級
一般親衛隊與武裝親衛隊的階級系統係承襲衝鋒隊而來，且階級名稱均照舊沿用。然而，武裝親衛隊與一般親衛隊的階級系統因其指揮層級區分而有著重大的不同，而一名親衛隊成員事實上可以同時擁有兩種階級。舉例而言，希姆萊的副官赫爾曼·菲格萊因於1940年時在一般親衛隊中的階級為「親衛隊旗隊領袖」（上校），但在武裝親衛隊內的軍銜卻僅為「武裝親衛隊一級突擊隊大隊長」（中校）。若一名親衛隊成員同時是一名建築工程師，則中央行政本部還會額外授予其親衛隊特別領袖的軍銜。
親衛隊成員同時可以在國防軍或納粹黨中獲授其他軍階。此外，許多資深親衛隊官員同時也是帝國政府的雇員；因此一名親衛隊成員可能同時擁有最多五個來自不同組織的階級。專門研究親衛隊的美國歷史學家馬克·C·葉爾格曾說道：

多重層級與疊床架屋的指揮結構是非常常見的...一個人可以擁有一個階級，並在受指派至其他單位時從一般親衛隊、武裝親衛隊與警察等組織那裡同時獲得更多階級...我完全相信即便是柏林中央政府也無法百分之百確定在某個時間點上誰擔任了哪個職位；柏林文件中心的檔案紀錄就是最好的佐證。
1944年時，幾乎所有的親衛隊將官均獲授同樣階級的武裝親衛隊軍銜；這些人早期的軍事歷練則完全不在授與階級的考量範圍之內。納粹政府這麼做的理由是為了給予親衛隊將官更多管理軍事單位與戰俘營的權力，且很顯然是為了規避《海牙公約》戰爭條款的介入而為其所提供的保護措施。在遭盟軍俘虜時，親衛隊將官所受到的待遇將比照軍事戰俘，而非普通的治安官員。

## 總人數
1944年時，親衛隊號稱擁有800,000名成員，其中約有600,000人隸屬於武裝親衛隊。第二次世界大戰期間，武裝親衛隊自草創初期僅擁有三個團兵力的小規模單位大幅成長為擁有38個師級部隊的武裝力量；其與德意志國防軍均為納粹德國所倚重的軍事力量，但兩者互不隸屬、亦沒有指揮從屬關係。相較之下，至戰爭結束時，一般親衛隊僅擁有略多於40,000人在其編制之下。

### 戰鬥序列
親衛隊的非正式職員於1938年之前一直是一般親衛隊的核心中堅力量；在親衛隊的編制下，這些成員亦擁有自己的作戰序列：自團級規模的「旗隊」（Standarten），一路向上排序至「區隊」（Oberabschnitte）指揮部門。在一般親衛隊中，旗隊則是「突擊大隊」（Sturmbann）的下級單位，而旗隊下又可劃分為數個「突擊小分隊」（Sturme）。
突擊小分隊下還可分為數個「小分隊」（Truppen）；分隊旗下可分位數個「集合隊」（Scharen）。對較大的一般親衛隊組織而言，集合隊還可以分為數個「分隊」（Rotte），其編制與普通軍隊中的伍相同。
將一般親衛隊併入第三帝國的警察與安全部隊中是希姆萊的終極目標，因此他建立了如「國家保衛團」（Staatsschutzkorps）這樣的組織以便強化納粹主義在德國各處的實行，同時也用於維護國土治安。在生存空間的概念下，希姆萊更野心勃勃地計畫在被佔領的蘇聯國土上建立28個由親衛隊城市；這些城市將由親衛隊官員統治，由武裝親衛隊把守，並供一般親衛隊成員居住。隨著德國在第二次世界大戰中逐步敗退，希姆萊的夢想終究沒能實現，但於維威爾斯堡建立的親衛隊堡壘被視為是實現該計畫的第一步。

### 引用
1. ↑  Weale 2010，第26頁.
2. ↑  Weale 2010，第16, 26頁.
3. ↑  McNab 2009，第10, 11頁.
4. ↑  Weale 2010，第26, 27, 29頁.
5. 1 2 3  McNab 2009，第16頁.
6. ↑  Weale 2012，第32頁.
7. ↑  Weale 2010，第32, 33頁.
8. ↑  Weale 2010，第45–47頁.
9. ↑  Weale 2012，第49頁.
10. ↑  Weale 2010，第45–47, 300–305頁.
11. ↑  Evans 2003，第228–229頁.
12. ↑  Williams 2001，第61頁.
13. ↑  Hildebrand 1984，第13–14頁.
14. 1 2 3 4  Williams 2001，第77頁.
15. ↑  Longerich 2012，第201, 469, 470頁.
16. 1 2  Stein 1984，第23頁.
17. 1 2  Padfield 2001，第129頁.
18. ↑  Buchheim 1968，第258頁.
19. ↑  Snyder 1994，第330頁.
20. ↑  Flaherty 2004，第156頁.
21. ↑  Koehl 2004，第212–213頁.
22. ↑  Höhne 2001，第458頁.
23. ↑  Yerger 1997，第13–21頁.
24. ↑  Stackelberg 2007，第302頁.
25. ↑  Yerger 1997，第82, 83頁.
26. ↑  Yerger 1997，第117頁.
27. ↑  Yerger 1997，第169頁.
28. ↑  Gerwarth 2011，第163頁.
29. ↑  Longerich 2012，第425頁.
30. ↑  Longerich 2010，第144頁.
31. ↑  Longerich 2010，第185頁.
32. ↑  Wachsmann 2015，第196–198頁.
33. ↑  Wachsmann 2010，第26–27, 196–198頁.
34. ↑  Gerwarth 2011，第208頁.
35. ↑  Longerich 2010，第279–280頁.
36. ↑  Evans 2008，第283頁.
37. 1 2 3  Evans 2008，第283, 287, 290頁.
38. ↑  Evans 2008，第295, 299–300頁.
39. ↑  Wachsmann 2010，第29頁.
40. ↑  Weale 2012，第115頁.
41. ↑  Longerich 2012，第559頁.
42. ↑  Reitlinger 1989，第265頁.
43. ↑  Stein 1984，第258–263頁.
44. ↑  Lower 2013，第108頁.
45. ↑  Schwarz 1997，第223–244頁.
46. ↑  Lower 2013，第108–109頁.
47. ↑  Lower 2013，第109頁.
48. ↑  Century 2011.
49. ↑  Rempel 1989，第223–224頁.
50. ↑  Mühlenberg 2011，第27頁.
51. ↑  Miller 2006，第306頁.
52. ↑  Yerger 1997，第10頁.
53. ↑  . Avalon Project, Yale Law School.   [2009-01-03]. （原始内容存档于2010-08-04）.
54. ↑  Stein 1984，第xxv頁.
55. ↑  McNab 2009，第54, 56, 57, 66頁.
56. ↑  Stein 1984，第xxi頁.

### 圖書
- Buchheim, Hans. . Krausnick, Helmut; Buchheim, Hans; Broszat, Martin; Jacobsen, Hans-Adolf  (编). . New York: Walker and Company. 1968. ISBN 978-0-00211-026-6.
- Century, Rachel. . Reviews in History (Institute of Historical Research). January 2011. Review no. 1183  [6 September 2016]. （原始内容存档于2017-07-06）.
- Evans, Richard J. . New York: Penguin Group. 2003. ISBN 978-0-14-303469-8.
- Evans, Richard J. . New York: Penguin Group. 2008. ISBN 978-0-14-311671-4.
- Flaherty, T. H. . Time-Life. 2004 [1988]. ISBN 1-84447-073-3.
- Gerwarth, Robert. . New Haven, CT: Yale University Press. 2011. ISBN 978-0-300-11575-8.
- Hildebrand, Klaus. . London; New York: Routledge. 1984. ISBN 0-04-943033-5.
- Hoehne, Heinz (1992) [1969]. Der Orden unter dem Totenkopf, Weltbild-Verlag. ISBN 3-89350-549-0
- Höhne, Heinz. . Penguin. 2001 [1969]. ISBN 978-0-14-139012-3.
- Kammer, Hilde and Bartsch, Elisabeth. Jugendlexikon Nationalsozialismus. Begriffe aus der Zeit der Gewaltherrschaft 1933–1945 ISBN 3-499-16288-1
- Koehl, Robert. . Stroud: Tempus. 2004. ISBN 978-0-7524-2559-7.
- Longerich, Peter. . Oxford; New York: Oxford University Press. 2010. ISBN 978-0-19-280436-5.
- Longerich, Peter. . Oxford; New York: Oxford University Press. 2012. ISBN 978-0-19-959232-6.
- Lower, Wendy. . Boston: Houghton Mifflin Harcourt. 2013. ISBN 978-0-547-86338-2.
- McNab, Chris. . London: Amber Books. 2009. ISBN 978-1-906626-49-5.
- Miller, Michael. . San Jose, CA: R. James Bender. 2006. ISBN 978-93-297-0037-2.
- Mühlenberg, Jutta.  (PDF). Hamburg: VerlagsgesmbH. 2011  [2017-06-20]. ISBN 978-3-86854-500-5. （原始内容 (PDF)存档于2016-03-04） （德语）.
- Padfield, Peter. . London: Cassel & Co. 2001 [1990]. ISBN 0-304-35839-8.
- Reitlinger, Gerald. . New York: Da Capo Press. 1989. ISBN 978-0-306-80351-2.
- Rempel, Gerhard. . Chapel Hill, NC: University of North Carolina Press. 1989. ISBN 978-0-8078-4299-7.
- Schwarz, Gudrun. . Kristen Heinsohn; Barbara Vogel; Ulrike Weckel, eds  (编). . Frankfurt and New York: Campus Verlag. 1997. ISBN 3-593-35756-9 （德语）.
- Seaton, Albert. . New York: Praeger Publishers. 1971. ISBN 978-0-213-76478-4.
- Snyder, Louis. . Da Capo Press. 1994 [1976]. ISBN 978-1-56924-917-8.
- Stackelberg, Roderick. . New York: Routledge. 2007. ISBN 978-0-415-30861-8.
- Stein, George H. . Ithaca, NY: Cornell University Press. 1984. ISBN 0-8014-9275-0.
- Wachsmann, Nikolaus. . Caplan, Jane; Wachsmann, Nikolaus  (编). . New York: Routledge. 2010. ISBN 978-0-415-42651-0.
- Wachsmann, Nikolaus. . New York: Farrar, Straus and Giroux. 2015. ISBN 978-0-374-11825-9.
- Weale, Adrian. . London: Little, Brown. 2010. ISBN 978-1-4087-0304-5.
- Weale, Adrian. . New York: Caliber Printing. 2012. ISBN 978-0-451-23791-0.
- Williams, Max. . Church Stretton: Ulric. 2001. ISBN 0-9537577-5-7.
- Yerger, Mark C. . Atglen, PA: Schiffer. 1997. ISBN 0-7643-0145-4.